# Seznam flanderských hrabat

Znak hraběte Flander

Seznam flanderských hrabat obsahuje chronologicky řazené panovníky, vládnoucí na území Flanderského hrabství od 9. století. První vládci, od dob Arnulfa I. byla však uváděni jako markrabata či markýzové, hraběcí titul začali používat až v průběhu 12. století.

## Historie
Samotné hrabství se v průběhu století diplomatickou cestou (sňatky) rozrostlo o území Hainautského, Namurského, Béthunského, Neversského, Auxerrského, Rethelského, Burgundského a Artoiského hrabství. V roce 1405 se všechny země, které doposud náležely k Flanderskému hrabství, staly součástí Burgundského vévodství.
Od roku 1506 pak byly Flandry součástí Habsburského/Španělského Nizozemí pod správou místodržitele jako zástupce španělského krále a od roku 1714 náležely k Rakouskému Nizozemí. Po Velké francouzské revoluci byla území pro Habsburky ztracena, protože v roce 1795 se stala součástí První Francouzské republiky.

## Rod flanderských hrabat(800–1119)
| Portrét | Jméno                   | Období vlády | Žil       | Rodiče                           |
|         | Mahan I.                | 800–864      |           |                                  |
|         | Balduin I. Železná paže | 864–879      | 837–879   | Audacer III.                     |
|         | Balduin II.             | 879–918      | 863–918   | Balduin I. Judita Flanderská     |
|         | Arnulf I.               | 918–964      | 885–964   | Balduin II. Elfrída Anglická     |
|         | Balduin III.            | 958–962      | 940–962   | Arnulf I. Adéla z Vermandois     |
|         | Arnulf II.              | 964–988      | 961–988   | Balduin III. Matylda Saská       |
|         | Balduin IV. Bradatý     | 988–1035     | 980–1035  | Arnulf II. Rozala Italská        |
|         | Balduin V.              | 1035–1067    | † 1067    | Balduin IV. Otgiva Lucemburská   |
|         | Balduin VI. Dobrý       | 1067–1070    | 1030–1070 | Balduin V. Adéla Francouzská     |
|         | Arnulf III. Nešťastný   | 1070–1071    | 1055–1071 | Balduin VI. Richilda Henegavská  |
|         | Robert I.               | 1071–1093    | 1035–1093 | Balduin V. Adéla Francouzská     |
|         | Robert II.              | 1093–1111    | 1065–1111 | Robert I. Gertruda Saská         |
|         | Balduin VII. se sekyrou | 1111–1119    | 1093–1119 | Robert II. Klementina Burgundská |

## Estridsenové (1119–1127)
| Portrét | Jméno    | Období vlády | Žil       | Rodiče                           |
|         | Karel I. | 1119–1127    | 1085–1127 | Knut IV. Dánský Adéla Flanderská |

## Normané(1127–1128)
| Portrét | Jméno    | Období vlády | Žil       | Rodiče                                    |
|         | Vilém I. | 1127–1128    | 1102–1128 | Robert II. Normandský Sibila z Conversana |

## Châtenoisové(1128–1194)
| Portrét | Jméno                      | Období vlády | Žil       | Rodiče                                    |
|         | Dětřich I.                 | 1128–1168    | 1099–1168 | Dětřich II. Lotrinský Gertruda Flanderská |
|         | Filip I.                   | 1168–1191    | 1143–1191 | Dětřich I. Sibyla z Anjou                 |
|         | Markéta I. a Balduin VIII. | 1191–1194    | † 1194    | Dětřich I. Sibyla z Anjou                 |

## Rod flanderských hrabat(1194–1251)
| Portrét | Jméno                                  | Období vlády | Žil       | Rodiče                                |
|         | Balduin IX.                            | 1194–1205    | 1172–1205 | Balduin VIII. Markéta I.              |
|         | Johana I.                              | 1205–1244    | 1200–1244 | Balduin IX. Marie ze Champagne        |
|         | Ferdinand Portugalský manžel Johany I. | 1212–1233    | 1188–1233 | Sancho I. Portugalský Dulce Aragonská |
|         | Tomáš II. Savojský manžel Johany I.    | 1239–1244    | 1200–1259 | Tomáš II. Savojský Beatrix z Gentu    |
|         | Markéta II.                            | 1244–1278    | 1202–1278 | Balduin IX. Marie ze Champagne        |

## Dampierrové(1278–1405)
| Portrét | Jméno             | Období vlády | Žil       | Rodiče                                       |
|         | Vilém II.         | 1246/78–1251 | 1224–1251 | Vilém II. z Dampierre Markéta II. Flanderská |
|         | Vít I.            | 1278–1305    | 1226–1305 | Vilém II. z Dampierre Markéta II. Flanderská |
|         | Robert III.       | 1305–1322    | 1249–1322 | Vít I. Matylda z Béthune                     |
|         | Ludvík I.         | 1322–1346    | 1304–1346 | Ludvík z Nevers Johana z Rethelu             |
|         | Ludvík II. z Male | 1346–1384    | 1330–1384 | Ludvík I. z Male Markéta Burgundská          |
|         | Markéta III.      | 1384–1405    | 1350–1405 | Ludvík II. z Male Markéta Brabantská         |

## Burgundští(1405–1482)
| Portrét | Jméno          | Období vlády | Žil       | Rodiče                                       |
|         | Jan Neohrožený | 1405–1419    | 1371–1419 | Filip II. Burgundský Markéta III. Flanderská |
|         | Filip Dobrý    | 1419–1467    | 1396–1467 | Jan Neohrožený Markéta Bavorská              |
|         | Karel Smělý    | 1467–1477    | 1433–1477 | Filip Dobrý Isabela Portugalská              |
|         | Marie          | 1477–1482    | 1457–1482 | Karel Smělý Isabela Bourbonská               |